# Гњилишта
Гњилишта су насељено мјесто у Босни и Херцеговини у граду Чапљина које административно припада Федерацији Босне и Херцеговине. Према попису становништва из 1991. у насељу је живјело 345 становника.

## Историја
Према постојећим документима базе усташког покрета била су поред Чапљине, још и села Стара Габела, Драчево, Хутово, Хотањ и Гњилишта

## Становништво
| Националност       | 1991.        |
| Хрвати             | 338 (97,97%) |
| Муслимани          | 1 (0,29%)    |
| Срби               | 0            |
| Југословени        | 0            |
| остали и непознато | 6 (1,74%)    |
| Укупно             | 345          |